# Bayou Bienvenue

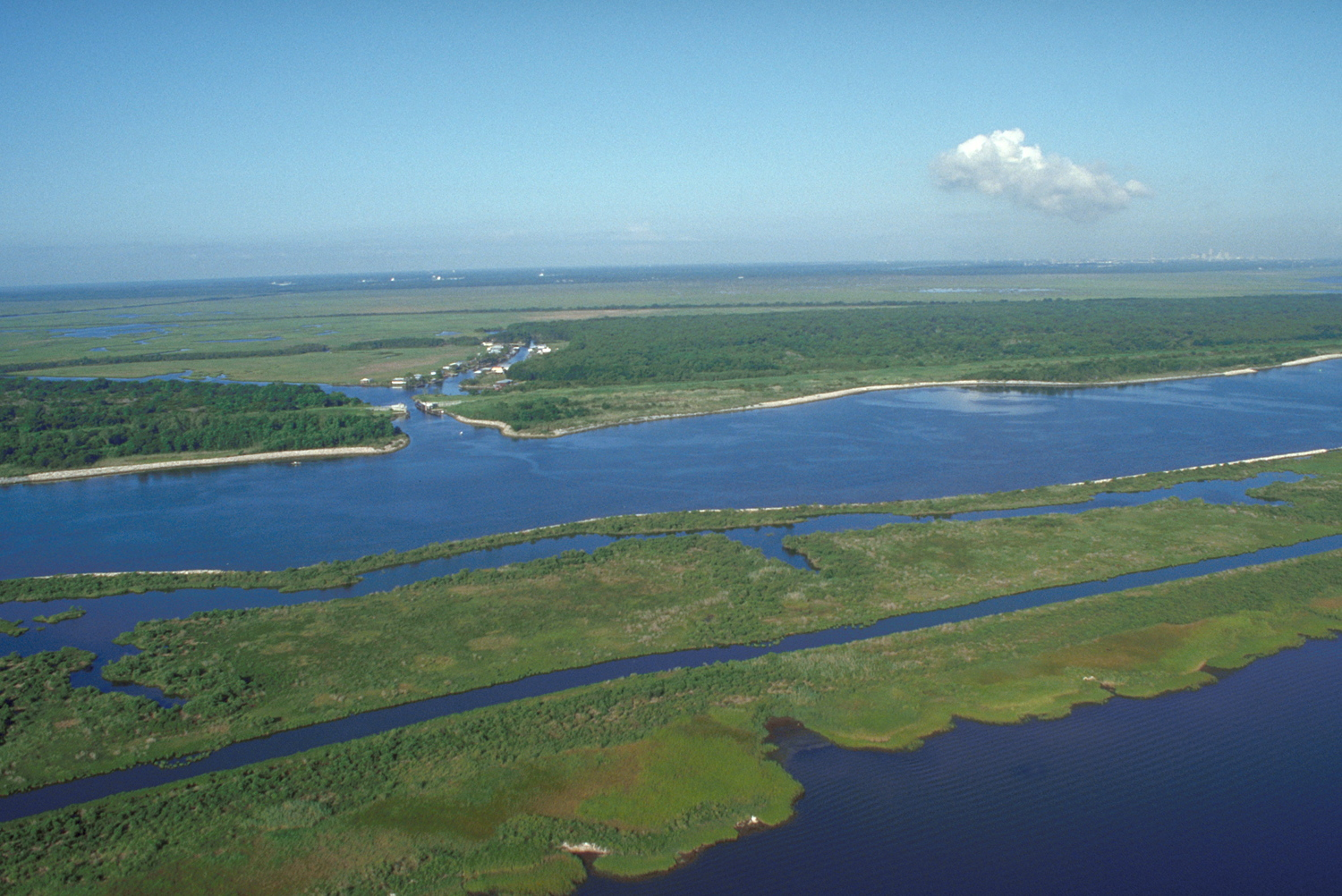
La confluence entre le bayou Bienvenue et le canal MRGO.

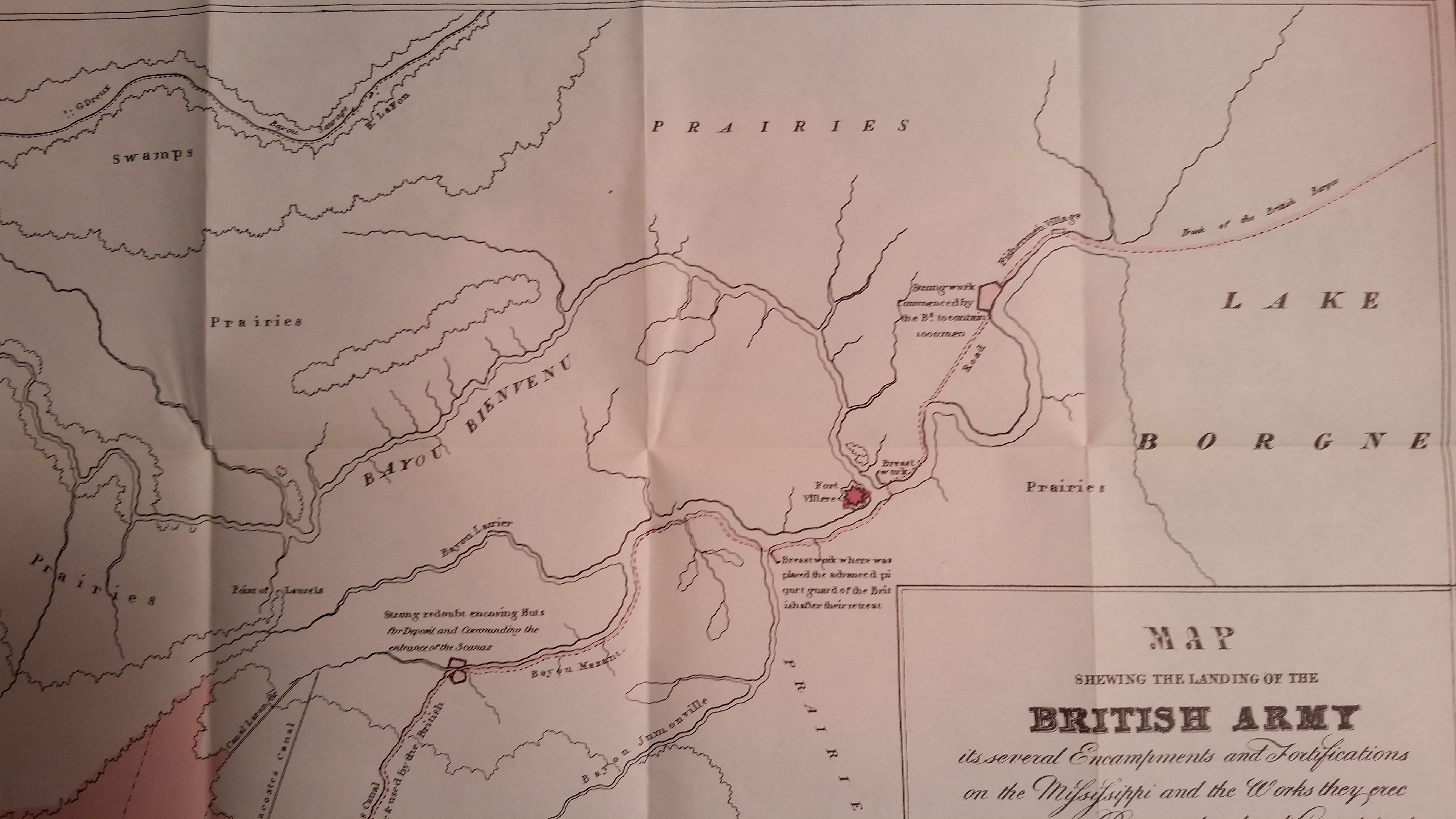
Le bayou Bienvenue sur une carte de l'armée anglaise du XVIIIe siècle

Le bayou Bienvenue est un cours d'eau situé dans la partie orientale de l'aire métropolitaine de La Nouvelle-Orléans à la limite du bassin du Mississippi et du golfe du Mexique.

## Géographie
Le bayou Bienvenue est un bayou qui relie le Canal Mississippi River – Gulf Outlet (MRGO) et le Gulf Intracoastal Waterway au lac Borgne. Il traverse en partie les îles Vénetiennes.
Le bayou Bienvenue mesure 19,5 kilomètres de long. Son cours sépare les paroisses de la Nouvelle-Orléans et de Saint-Bernard.